# Micronycteris microtis
El murciélago orejón andino o brasileño (Micronycteris microtis) es una especie de murciélago de la familia Phyllostomidae que vive en Centro y Sudamérica.

## Distribución
Se encuentra en Belice, Bolivia, Brasil, Colombia, Costa Rica, El Salvador, Guayana francesa Guatemala, Guyana, Honduras, México, Nicaragua, Panamá y Venezuela.